# Chang Chen

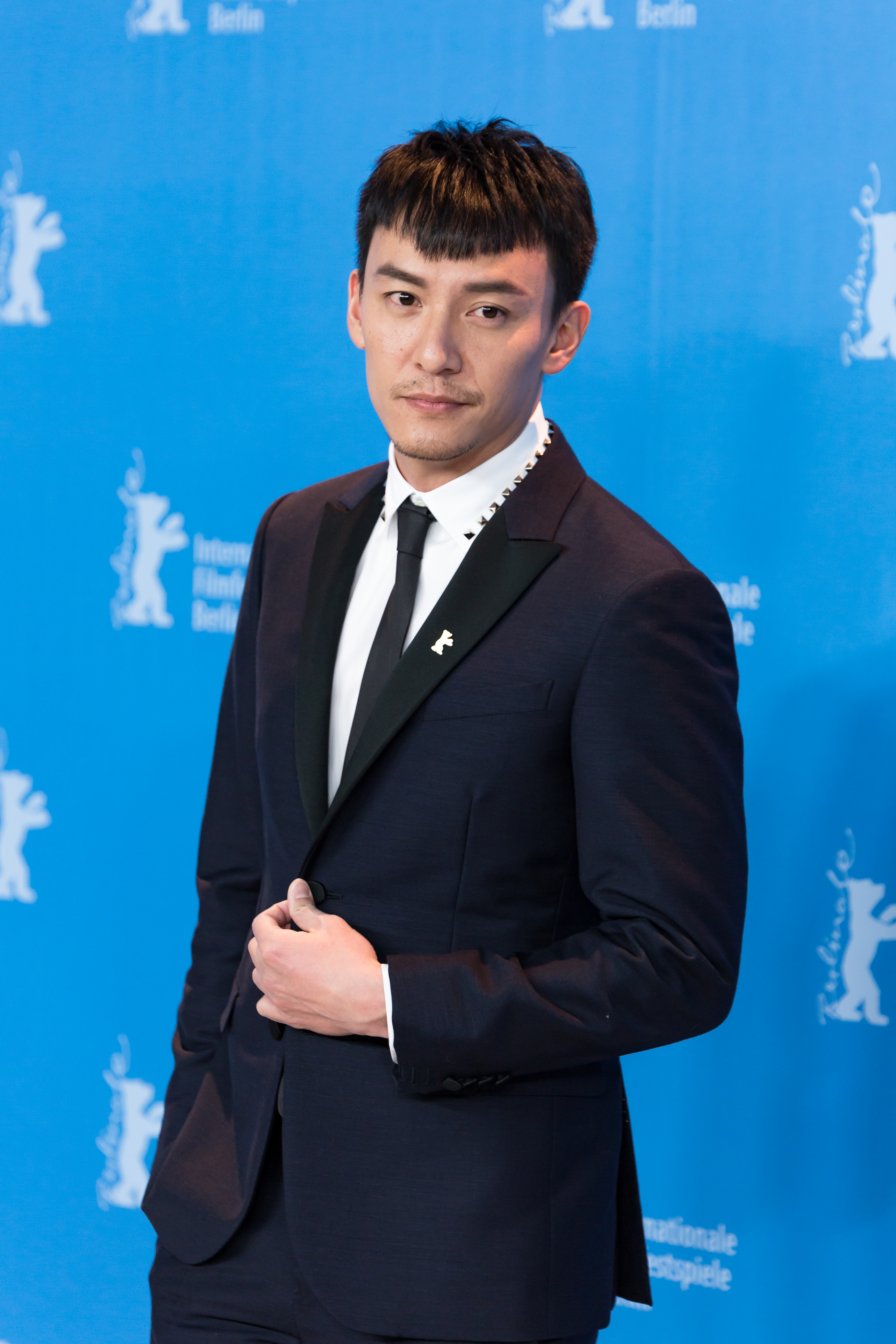
Chang Chen auf der Berlinale 2017

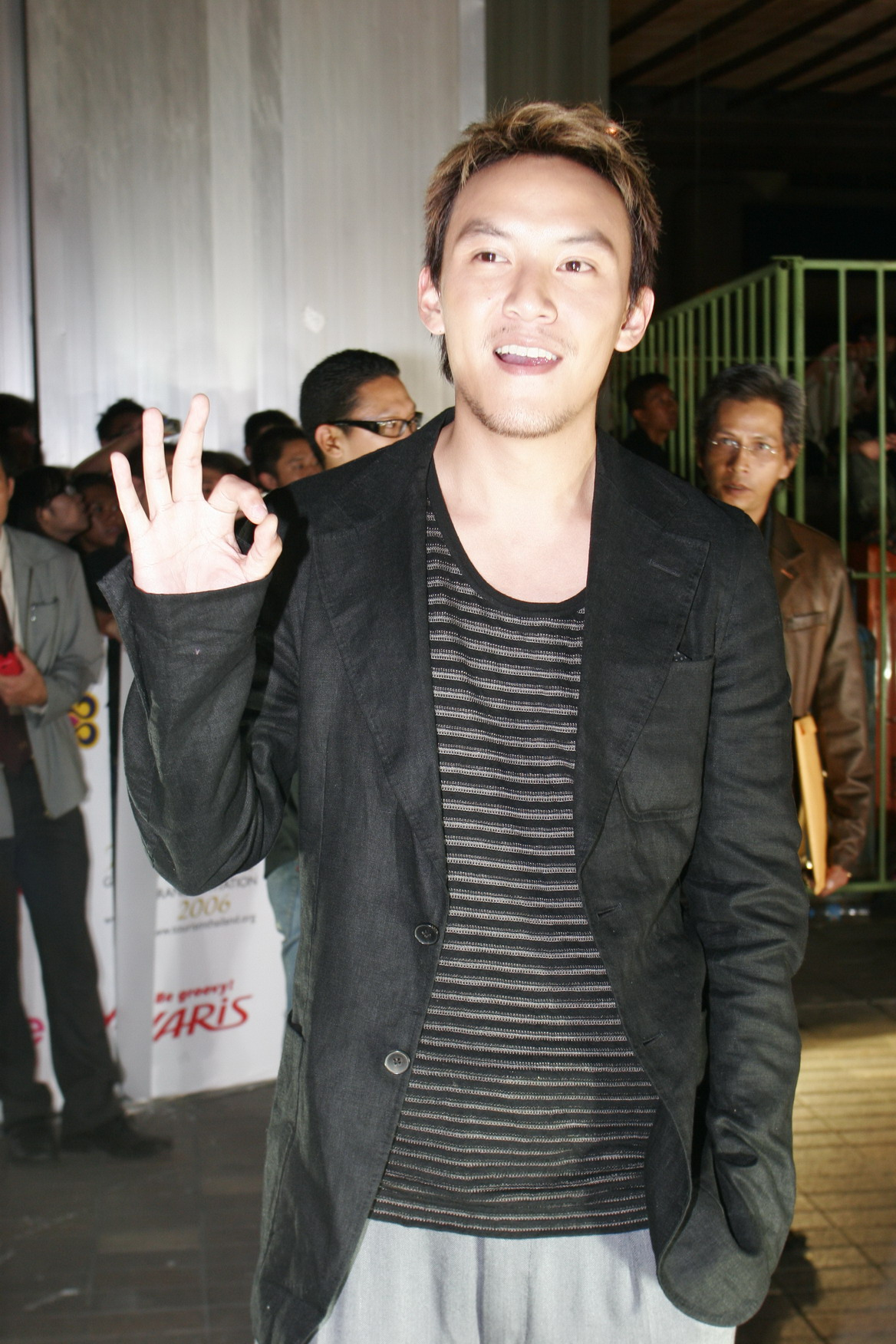
Chang Chen bei den MTV Asia Awards 2006 in Bangkok

Chang Chen (chinesisch 張震 / 张震, Pinyin Zhāng Zhèn, * 14. Oktober 1976 in Taipeh) ist ein taiwanischer Schauspieler.

## Leben
Chang Chen ist der Sohn des 1948 geborenen Schauspielers Chang Kuo-Chu (張國柱,  Zhāng Guózhù). Schon 1990 wurde Chang Chen vom Regisseur Edward Yang für die Hauptrolle des vierstündigen Filmes Ein Sommer zum Verlieben (Originaltitel: 牯嶺街少年殺人事件 – Gu ling jie shao nian sha ren shi jian) ausgewählt. Sein Vater spielte im selben Film die Rolle des Vaters der Hauptperson.
Neben Yang drehte Chen im Laufe seiner Karriere mit weiteren sehr renommierten Regisseuren aus Taiwan und China. In Ang Lees Film Tiger and Dragon (2000) spielte Chang (an der Seite der Schauspielerin Zhang Ziyi) die Rolle des Banditen Luo Xiao Hu, genannt die „Schwarze Wolke“. Auch in Wong Kar-Wais Film 2046 (2004) übernahm er eine Hauptrolle. Für seinen Auftritt in Tian Zhuangzhuangs Film The Go Master (2006) wurde Chang für den Golden Horse Award in der Kategorie „Bester Darsteller“ nominiert. 2008 war Chang in John Woos Film Red Cliff in der Rolle des Kriegsherrn Sun Quan zu sehen.
2018 wurde er in die Wettbewerbsjury des 71. Filmfestivals von Cannes berufen.

## Filmografie (Auswahl)
- 1991: Ein Sommer zum Verlieben (Gu ling jie shao nian sha ren shi jian)
- 1996: Mahjong
- 1997: Happy Together (Chun gwong cha sit)
- 2000: Tiger and Dragon (Wo hu cang long)
- 2000: Flyin’ Dance
- 2001: Feuerrote Blüten (Ài nǐ ài wǒ)
- 2002: Tian xia wu shuang
- 2003: Di xia tie
- 2004: 2046
- 2004: Eros
- 2005: Three Times (Zui hao de shi guang)
- 2006: Silk (Gui si)
- 2007: Breath (Sum)
- 2008: Red Cliff (Chi bi)
- 2009: Chi bi: Jue zhan tian xia
- 2013: The Grandmaster (Yī dài zōngshī)
- 2014: Brotherhood of Blades (Xiu chun dao)
- 2015: The Assassin (Ci ke Nie Yin Niang)
- 2017: Mr. Long (Ryu-san)
- 2017: Brotherhood of Blades II (Xiu chun dao II: xiu luo zhan chang)
- 2018: Forever Young (Wu wen xi dong)
- 2019: Love and Destiny (Chen Xi Yuan; Fernsehserie, 60 Folgen)
- 2021: Dune